# Камериерките
Камериерките (на испански La Brujas) е чилийски телевизионен сериал, създадена от Néstor и Daniella Castagno, който се излъчва по чилийският Канал 13 от 7 март до 23 август 2005 г.

## Сюжет
Внимание:  Текстът по-долу разкрива сюжета на произведението (или части от него)!
Беатрис е ревнива жена, която много обича своя съпруг Висенте. Той е красив управител на фирма Angeles, специализирана в обучението на камериерки. В агенцията се обучават жени, камериерки, които се грижат за домашния живот.
Между една презентация на пет видни професионалистки, Висенте кани избраничките да прекарат една нощ в луксозен хотел Santiago de Chile. На сутринта Висенте е открит мъртъв, а смъртта е предизвикана от инфаркт. Изглежда, че е правил секс, което е било противопоказно.
Беатрис, разкрива ситуацията, поема управлението на Angeles и така среща Данте – съперник, който разследва и разкрива с коя е бил Висенте в нощта на неговата смърт.
Заподозрените са: Касандра, амбициозна жена, готова на всичко за да достигне до най-добра позиция в службата; Гретел, обичаща реда жена с немско родословие; Мариана, брюнетка, кокетка; балерината Кандела и мечтателната и невинна Ноелия.
Данте ще трябва да живее в света на тези професионалистки. Конфликтната връзка ще е между него и неговата шефка, въпреки това, скоро ще еволюира едно взаимно привличане. Несъмнено, никой няма да подозира, че Данте е изгубеният син на Висенте Солер.